# Pons Aelius
Pons Aelius fue un Castellum auxiliar y un pequeño asentamiento romano situado en el extremo oriental del Muro de Adriano, en la provincia romana de Britania Inferior (norte de la actual Inglaterra). Se situaba en la orilla norte del río Tyne, cerca del centro de la actual Newcastle upon Tyne, y estuvo ocupado entre los siglos II y IV.

## Historia
Pons Aelius fue un fuerte y asentamiento romano en el extremo oriental del Muro de Adriano, en el sitio que actualmente ocupa el castillo de Newcastle. El nombre en latín significa Puente de Elio y se remonta al momento en el que el emperador Adriano, cuyo nomen era Elio, visitó Britania en 122 y vio por primera vez la necesidad de un muro fronterizo.
Se estima que la población de la ciudad era de alrededor de 2000 personas, y que el fuerte tenía una superficie de 0,6 ha., pequeño para los estándares romanos. Como Pons Aelius era un fuerte de la muralla, es muy probable que un camino militar saliera de él y siguiera el muro, uniendo sus fuertes y castillos miliares.

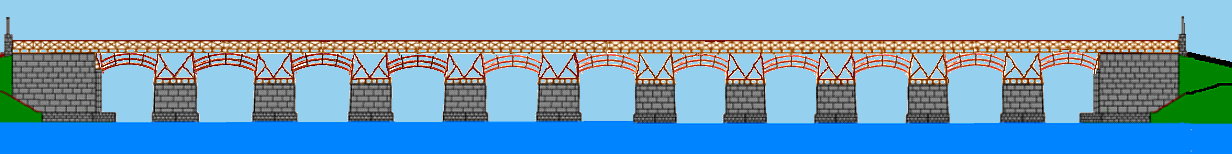
Reconstrucción del perfil y alzado del puente Elio en Pons Aelius.

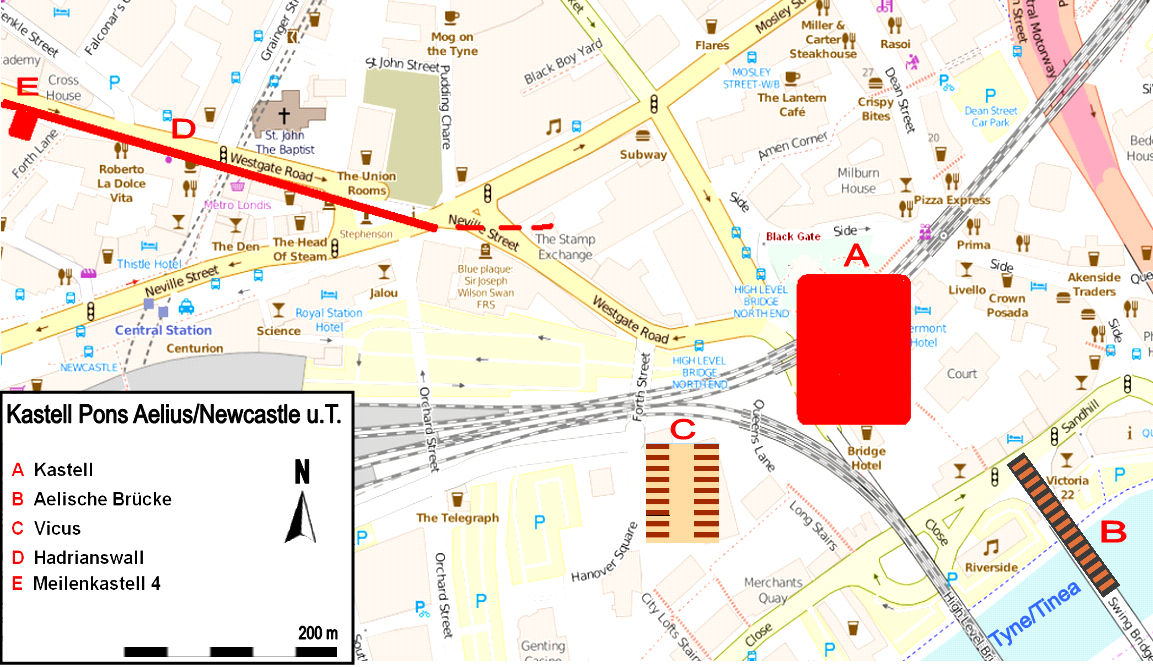
Situación del vallum Hadraini, del castellum Pons Aelius, del vicus civil y del puente Elio en el plano de Newcastle

El puente y su fuerte se construyeron en el extremo norte de Cade's Road, que se especula que iba desde Brough, hasta Eboracum (York) y el fuerte de Concangis (Chester-le-Street). Aunque el fuerte iba a ser el extremo este del muro, no pasó mucho tiempo antes de que el muro se extendiera hasta Segedunum (Wallsend). Las excavaciones indican que fue reconstruido en piedra, probablemente durante el reinado del emperador Septimio Severo.
El puente es el único conocido que lleva el nombre de un emperador fuera de Roma. El fuerte se menciona una vez en la Notitia Dignitatum en los siglos IV y V, siendo aquella la única referencia literaria que sobrevive; fue construido para proteger el cruce del río, el primer campamento estaba cerca en Condercum (Benwell), lo que le habría dado al ejército romano una excelente vista panorámica de las áreas circundantes y ocupaba una buena posición en la cabeza de puente del norte.
A pesar del puente, el asentamiento de Pons Aelius no fue de relevancia en comparación con otros asentamientos romanos del norte. Las estaciones más importantes eran las de la carretera de Dere Street que iba desde Eboracum a través del Muro de Adriano y hacia las tierras al norte del Muro. Corstopitum (Corbridge), siendo un gran arsenal y centro de abastecimiento, era mucho más grande y poblado que Pons Aelius.
El fuerte fue abandonado c. 400
, y el sitio fue reconstruido más tarde por los anglosajones. Excavaciones realizadas entre las décadas de 1970 y 1990 encontraron más de 600 tumbas anglosajonas.

## Excavaciones

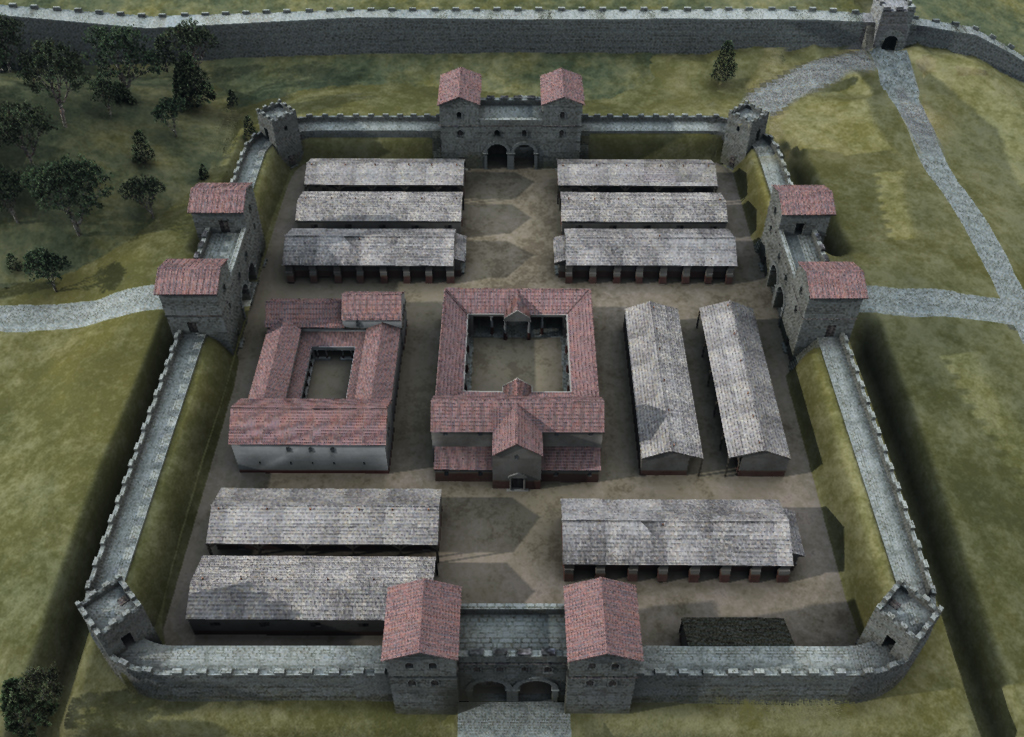
Impresión artística del diseño del fuerte.

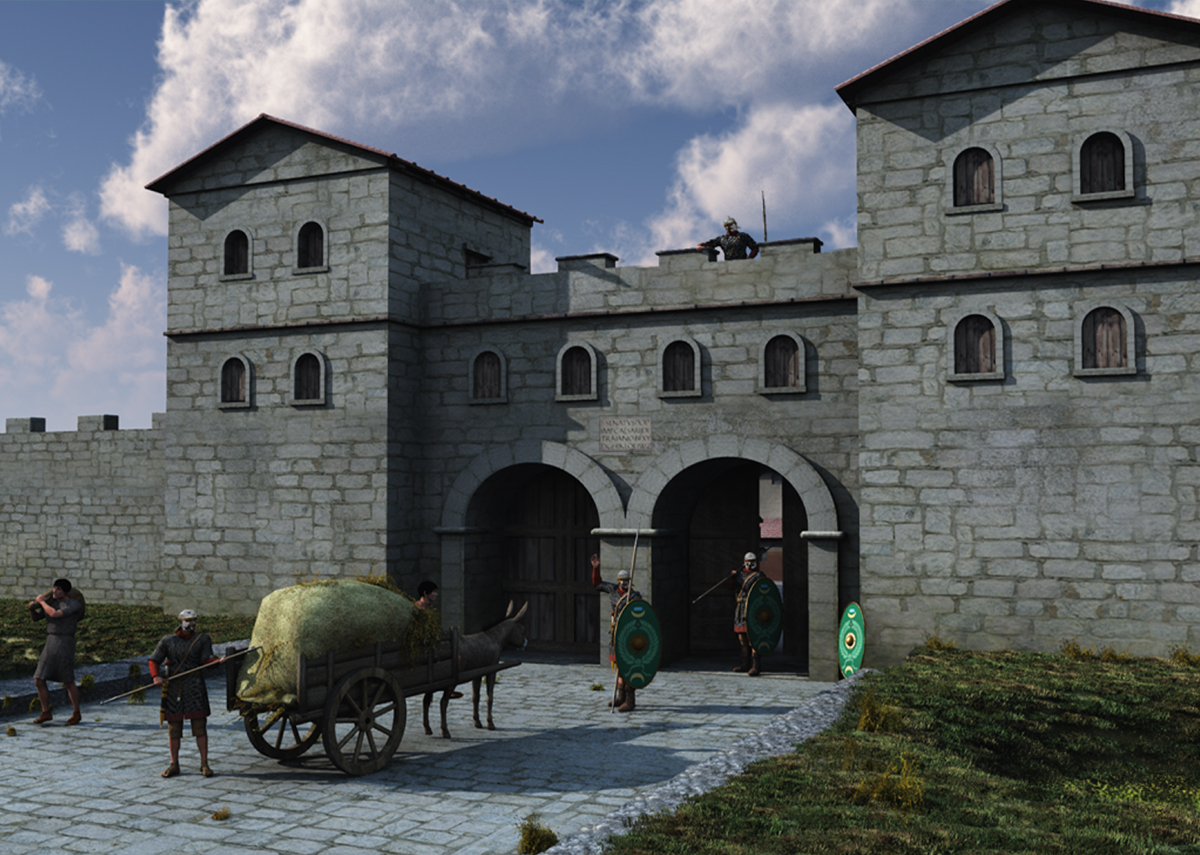
Impresión artística de la puerta de entrada del fuerte.

Gran parte de la fortaleza permanece enterrada bajo el torreón del castillo medieval, el cual dio nombre a la moderna ciudad de Newcastle. Se han podido realizar pocas excavaciones debido a que el castillo y los edificios circundantes del centro de la ciudad se construyeron sobre el diseño del fuerte original. Sin embargo, el pretorio, los principia y dos graneros se encuentran en los alrededores del castillo, y sus contornos se pueden ver marcados en piedra adyacentes a la torre del homenaje. Los restos de un castillo miliar se encontraron detrás del Centro de Artes de Newcastle, justo al lado de Westgate Road. No se ha encontrado la línea precisa del Muro de Adriano alrededor del fuerte, por lo que no se sabe si el fuerte estaba adosado al Muro o no.
Las excavaciones alrededor del torreón del castillo y el dragado del río Tyne arrojaron hallazgos típicos de los campamentos romanos, entre los que se incluyen fragmentos de cerámica, grabados, siete piedras de altar, alrededor de once inscripciones de edificios —una que registra una eventual restauración de una casa de baños extramuros— y, más recientemente, una piedra dedicada a la emperatriz Julia Domna fechada en 213. La colección se encuentra actualmente en el Great North Museum Hancock.
Las aras votivas y las inscripciones halladas sugieren que los dioses adorados incluían a Júpiter, con dos testimonio, las diosas madres, de las cuales un relieve muestra tres figuras femeninas sentadas, y Silvano. También se han recuperado altares de dioses relacionados con el agua como Neptuno y Océano, probablemente venerados por la proximidad del fuerte al río.
Se pensó que se habían descubierto algunos restos del puente en 1872, durante la construcción del puente giratorio sobre el Tyne, pero estudios contemporáneos sugieren que el sitio del puente sigue siendo desconocido y que no se ha descubierto nada de su estructura. Se estima que la longitud del puente romano era de unos 234 m. Se cree que dos grandes altares se alzaban a ambos lados del camino sobre el pilar central del puente, y que se erigía una inscripción monumental en un pequeño arco, también en el pilar central, por debajo del cual tenía que pasar todo el tráfico del puente. Estas dos piedras del altar fueron dragadas del lodo del río Tyne y, por las buenas condiciones en que fueron halladas, podría entenderse que fueron arrojadas ceremoniosamente al agua desde el puente durante algún tipo de ceremonia de dedicación. Ahora se pueden ver en el Great North Museum. Dos raros sarcófagos de piedra descubiertos en el sitio de la antigua capilla se cree que fueron usaron para enterrar a miembros de una familia rica y poderosa del fuerte de Pons Aelius. El cuerpo de un romano adinerado fue recuperado junto a una horquilla de plata.

## Guarnición
Un posible destacamento de la Legio VI Victrix pudo haber residido aquí, aunque probablemente solo fueron responsables de construir o reconstruir el fuerte en piedra, como indican dos de las aras votivas. También se menciona en una inscripción dedicatoria que registró refuerzos de las provincias germanas para la Legio VI junto con las otras dos legiones británicas II Augusta y XX Valeria. Estas tropas suplementarias fueron necesarias para reforzar la guarnición de la isla después de las pérdidas sufridas alrededor del año 150 cuando las tribus del norte se rebelaron, y pueden haber llegado con el gobernador Cneo Julio Vero alrededor del año 158, también mencionado en la inscripción.
La Notitia Dignitatum registra que la Cohors I Cornoviorum estuvo presente en el fuerte a principios del siglo V, y que había sido reclutada entre los cornovios que habitaban Cheshire y Shropshire, y fueron la única unidad británica nativa que se sabe que estuvo estacionada en el Muro de Adriano.